# Parafia św. Wojciecha w Kargowej
Parafia św. Wojciecha w Kargowej – rzymskokatolicka parafia w mieście Kargowa, należąca do dekanatu Sulechów diecezji zielonogórsko-gorzowskiej, metropolii szczecińsko-kamieńskiej w Polsce, erygowana 27 marca 1923. Mieści się przy ulicy Kościelnej.